# Lymantria albimacula
Lymantria albimacula är en fjärilsart som beskrevs av Hans Daniel Johan Wallengren 1863. Lymantria albimacula ingår i släktet Lymantria och familjen tofsspinnare. Inga underarter finns listade i Catalogue of Life.